# Anna Aloys Henga
Anna Aloys Henga, är en advokat och aktivist för mänskliga rättigheter i Tanzania. Hon innehar sen 1 juli 2018 en chefsposition i LHRC (Legal and Human Rights Center) i Tanzania.
Anna Aloys Henga har en utbildningsbakgrund från Mzumbe universitet och Dar-es-Salaam universitetet med fokus på civilsamhälle, juridik och företagsekonomi.
En av de frågor som engagerat henne är den om kvinnlig omskärelse. Hon har samarbetat med polis på Tanzanias landsbygd, där ritualen genomförs i stor utsträckning trots lagändringar och förbud. 
År 2019 fick Anna Aloys Henga motta priset International Women of Courage Award.